# Till härlighetens land igen
Till härlighetens land igen är en himmelsfärdspsalm av Johan Olof Wallin 1816. Den präglas av hinsideslängtan och främlingskapskänsla ("långt från mitt hem jag vandrar här") och av vilja att vara trogen i den jordiska kallelsen ("jag här vill akta på mitt kall").
Melodin (C-dur, 4/4, 3/2) är komponerad av Bartholomäus Gesius 1605 och Johann Hermann Schein 1628.
|  |
|  |

## Publicerad som
- Nr 113 i 1819 års psalmbok under rubriken "Jesu kärleksfulla uppenbarelse i mänskligheten: Jesu himmelsfärd".
- Nr 467 i Sionstoner 1889
- Nr 164 i Metodistkyrkans psalmbok 1896 de fem första verserna under rubriken "Kristi uppståndelse och himmelsfärd".
- Nr 57 i Svensk söndagsskolsångbok 1908 under rubriken "Kristi himmelsfärd".
- Nr 152 i Svenska Missionsförbundets sångbok 1920 under rubriken "Guds uppenbarelse i Jesus Kristus. - Jesu himmelsfärd."
- Nr 75 i Svensk söndagsskolsångbok 1929 under rubriken "Kristi himmelsfärd".
- Nr 531 i Frälsningsarméns sångbok 1929 under rubriken "Högtider och särskilda tillfällen - Himmelsfärden".
- Nr 531 i Musik till Frälsningsarméns sångbok 1930
- Nr 93 i Segertoner 1930
- Nr 225 i Sionstoner 1935 under rubriken "Kristi himmelsfärdsdag".
- Nr 125 i 1937 års psalmbok under rubriken "Kristi Himmelsfärds dag".
- Nr 93 i Segertoner 1960.
- Nr 630 i Frälsningsarméns sångbok 1968 under rubriken "Högtider - Kristi himmelsfärd".
- Nr 159 i Den svenska psalmboken 1986, 1986 års Cecilia-psalmbok, Psalmer och Sånger 1987, Segertoner 1988 och Frälsningsarméns sångbok 1990 under rubriken "Kristi himmelsfärds dag".
- Nr 105 i Finlandssvenska psalmboken 1986 under rubriken "Kristi himmelsfärds dag".
- Nr 201 i Lova Herren 1988 under rubriken "Kristi himmelsfärds dag".